# École normale d'instituteurs d'Allada
L'école normale d'instituteurs d'Allada (ENI) est un établissement public de formation pour les aspirants à la fonction d'instituteurs ou d’institutrices situé à Allada au Bénin. Elle est sous la tutelle du ministère des enseignements maternel et primaire du Bénin.

## Mission
L'école normale d'instituteurs d'Allada à pour missions assurer la formation initiale des élèves-maîtres destinés à enseigner dans les écoles publiques maternelles du pays. Ainsi, dans ces établissement, les futurs professeurs des écoles  viennent compléter leur instruction et s’initier aux meilleures méthodes d’enseignement,,,,,,,,,.